# フィリッピナ (小惑星)
フィリッピナ (631 Philippina) は小惑星帯に位置する小惑星である。ハイデルベルクでアウグスト・コプフによって発見された。
(634) ウーテとともに、発見者の友人 Philipp Kessler の婚約を記念して命名された。